# Jan Koukal
Jan Koukal, češki politik in fizik, * 29. julij 1951, Brno.
Med letoma 1993 in 1998 je bil župan Prage, med letoma 1996 in 1998 senator in od leta 2006 je veleposlanik Češke republike v Avstriji.